# Yōsuke
Yōsuke (jap. ようすけ, ヨウスケ) – męskie imię japońskie.

## Możliwa pisownia
Yōsuke można zapisać, używając wielu różnych znaków kanji i może znaczyć m.in.:
- 要甫, „podstawa/wymóg, początek”
- 洋輔, „ocean, pomoc”
- 洋介, „ocean, pośredniczyć”
- 洋祐, „ocean, ochrona”
- 洋右, „ocean, prawo (kierunek)”
- 陽輔, „słońce, pomoc”
- 陽介, „słońce, pośredniczyć”
- 陽佑, „słońce, ochrona”
- 羊介, „owca, pośredniczyć”
- 葉介, „liść, pośredniczyć”

## Znane osoby
- Yōsuke Akimoto (羊介), japoński aktor i seiyū
- Yōsuke Etō (要甫), japoński kombinator norweski i skoczek narciarski
- Yōsuke Itō (陽佑), japoński aktor i piosenkarz
- Yōsuke Hatakeyama (陽輔), japoński narciarz, specjalista kombinacji norweskiej
- Yōsuke Kashiwagi (陽介), japoński piłkarz
- Yōsuke Katō, japoński zapaśnik w stylu wolnym
- Yōsuke Kuroda (洋介), japoński scenarzysta anime
- Yōsuke Matsuoka (洋右), japoński dyplomata, działacz gospodarczy
- Yōsuke Takahashi (葉介), japoński mangaka
- Yōsuke Takeuchi (洋輔), japoński łyżwiarz figurowy
- Yōsuke Yamashita (洋輔), japoński pianista jazzowy, kompozytor, publicysta i pisarz
- Yōsuke Yamamoto (洋祐), japoński judoka

## Fikcyjne postacie
- Yōsuke Fūma (ようすけ), bohater mangi i anime Wedding Peach
- Yōsuke Fukazawa (遥輔), bohater mangi i anime Over Drive
- Yōsuke Hanamura (陽介), bohater gry Shin Megami Tensei: Persona 4
- Yōsuke Shiina (鷹介), bohater serialu tokusatsu Ninpū Sentai Hurricanger
- Yōsuke Shima (洋介), bohater serialu tokusatsu Kagaku Sentai Dynaman